# Abu l-Qasim al-Shabbi
Abu l-Kaçem Chebbi (in arabo أبو القاسم الشابي‎?, Abū l-Kaçem al-Chebbi; Tozeur, 24 febbraio 1909 – Tunisi, 9 ottobre 1934) è stato un poeta e saggista tunisino.
Oltre che il maggiore poeta tunisino del Novecento, è uno dei più noti scrittori arabi. Per le sue critiche severe, talvolta ai limiti dell'improperio, nei confronti del proprio Paese (di cui gli echi risuonano anche nel saggio L'immaginario poetico presso gli Arabi), troppo spesso, a suo dire, acquiescente ai soprusi e alle tirannie politiche e culturali, è stato anche molto osteggiato da una parte dei suoi connazionali.

## Biografia
Nacque in un sobborgo di Tozeur, città della Tunisia meridionale, e studiò nell'Università della Grande Moschea al-Zaytuna di Tunisi. 
Per la sua indole vivace e innovatrice, venne eletto presidente del Comitato studentesco per la riforma dell'insegnamento zaytuniana.

Dopo avere conseguito, nel 1928, il baccelauréat, si iscrisse nella facoltà di Giurisprudenza. Suo padre era magistrato.
Iniziò a comporre delle liriche nel 1923 e nel 1929 cominciò a progettare l'edizione completa del suo Dīwān (la silloge I canti della vita); riprenderà quest'idea, ma senza successo, nel 1930 e nel 1933. Il volume uscirà in versione integrale nel 1955, in Egitto. 
Dopo la morte del padre, nel 1929, il poeta manifestò i primi sintomi della propria malattia.
Collaborò al supplemento letterario del quotidiano «al-Nahḍa» (la Rinascita), alla rivista «al-ʿĀlam al-adabī» (Il mondo letterario) e al periodico egiziano «Apollo» (Il Cairo). Scrisse anche un romanzo (Il cimitero) e un'opera teatrale (l'ubriaco) che rimangono tuttora inediti.
Nel 1930 sposò Shahla ben Amara ben Ibrahım Chebbi. Il 29 novembre 1931 nacque il loro primo figlio, Muhammad Sadok (Muḥammad Ṣādiq).
Morì a causa di una cardiopatia nell'Ospedale Italiano di Tunisi.

## Influenze nella società

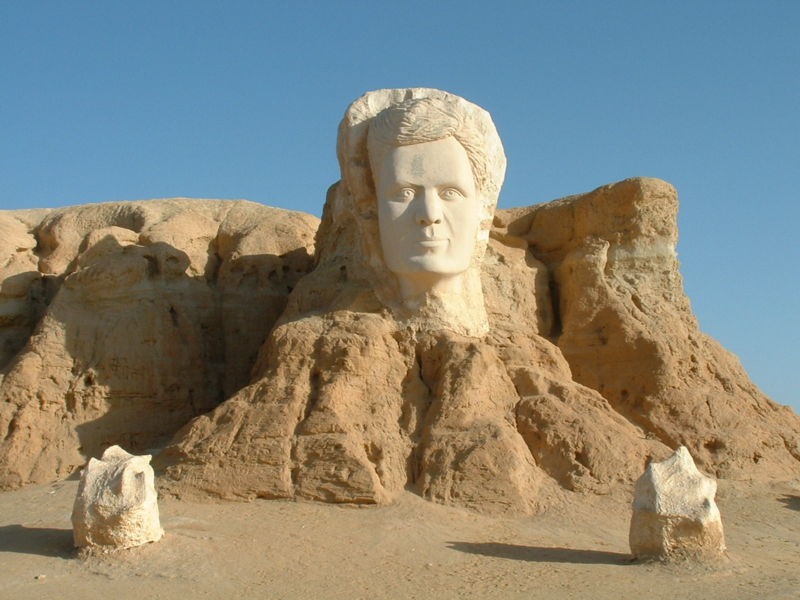
Busto del poeta a Raʾs al-ʿAyn (Ras El Aïn), Tozeur

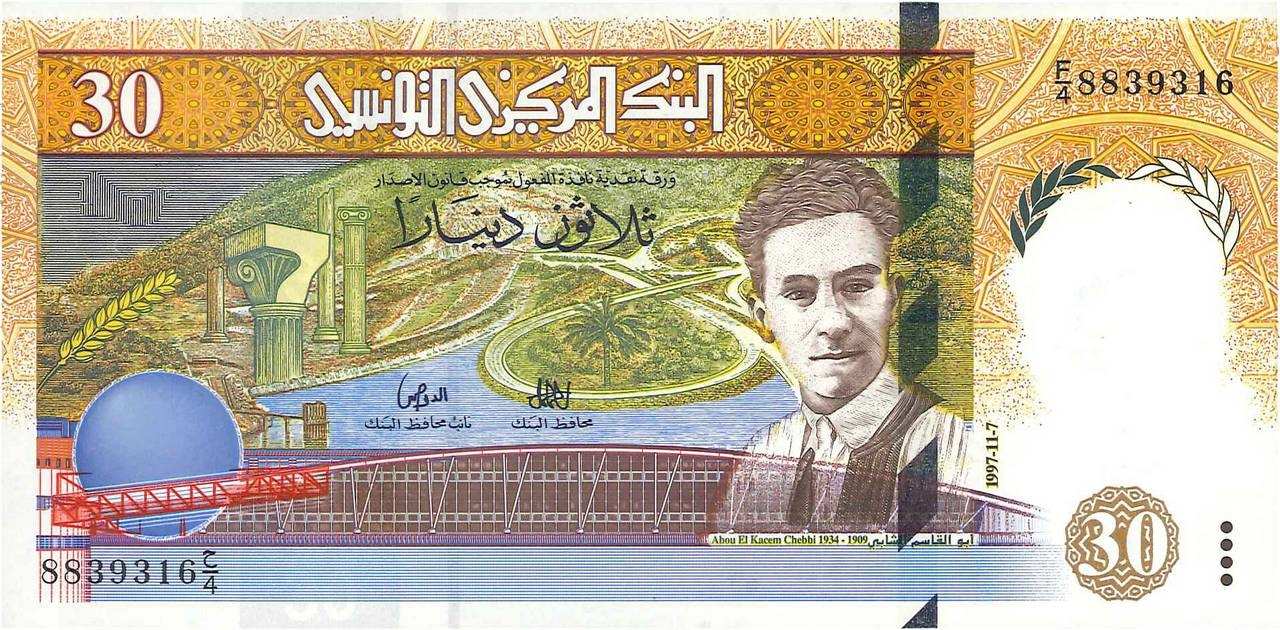
Banconota da trenta dinari con l'effigie del poeta

Nel 1933 compose la sua poesia più celebre La volontà di vivere, i cui versi, per decenni, fino alle recenti rivolte della "Primavera Araba" (2011-2012), sono divenuti il "grido di battaglia" dei giovani dell'intero mondo arabo: 
I versi sono citati anche in chiusura dell'inno nazionale tunisino: Ḥumāt al-Ḥima (Difensori della Patria).

## Opere
- Z. AS-SANUSI, Antologia della poesia tunisina del XX° secolo, Tunisi, 1928 (contiene ventisette composizioni di al-Shabbı), in arabo, tomo I, pp. 202–254.
- al-Khayāl al-shiʿrī ʿinda al-ʿArab (L'immaginario poetico degli Arabi), Tunisi, 7 ottobre 1929; 2ª ed., Tunisi, 1961; 3ª ed., Tunisi, MTE, 1975.
- Aghānī al-Ḥayāt (I canti della vita), Il Cairo, Dār Miṣr li-l-ṭibāʿa, 1955; 2ª ed. ampliata, Tunisi, al-Dār al-tūnusiyya li-l-nashr, 1966; 3ª ed. ulteriormente ampliata, Tunisi, al-Dār al-tūnusiyya li-l-nashr, 1970; 4ª ed., Tunisi, Bayt al-Ḥikma, 1984 (si compone di due tomi: I canti della vita e Lettere); 5ª ed., a cura di Emile A. Kaba, Beirut, Dār al-gīl, 1997 (2 voll., poesia e prosa); 6ª ed. riveduta, a cura di Emile A. Kaba, Beirut, Dār al-gīl, 2002.
- Mudhakkirāt (Memorie), Tunisi, 1966; Tunisi, 1985.
- Rasāʾil (Epistolario), Tunisi, 1966.

## Alcune traduzioni dell'opera di al-Shabbī
- S. BEN CHENEB, La poésie arabe moderne, Algeri, 1944, pp. 127–134.
- A. J. ARBERRY, Modern Arabic Poetry, Londra, Taylors' Foreign Press, 1950 (rist. 1967; 1975), pp. 52–54.
- E. DERMENGHEM, Les plus beaux textes arabes, Parigi, 1951, pp. 493–500.
- GHEDIRA, Poèmes, Parigi, Seghers, 1959.
- Anthologie maghrébine, Parigi, Centre Pédagogique Maghrébin, 1965, pp. 61–64.
- R. e L. MAKARIUS, Antologie de la littérature arabe contemporaine, III vol., Parigi, 1967, pp. 102–103.
- L. JAYYUSI – N. SHIHAB NYE, Songs of life, introduzione di S. Khadra Jayyusi, Cartagine, Bayt al-Hikma, 1987.
- M. CHEMLI – M. BEN ISMAÏL, Journal, Cartagine, Bayt al-Hikma, 1988.
- C. M. THOMAS DE ANTONIO, Dolor, muerte y esperanza en el poeta tunecino Abu l-Qasim Al-Sabbi, «Biblid», n. 6, Università di Siviglia, 1998, pp. 153–157.
- AA. VV., Abou El Kacem Chebbi, a cura di A. Cheraït, Tunisi, Apollonia, 2002 (contiene traduzioni poetiche di diversi autori e brani di altre opere di al-Shabbī).
- ABU'L-QASIM ASH-SHABBI, I canti della vita, traduzione dall'arabo di Imed Mehadheb, rivisitazione poetica di Gezim Hajdari, saggio introduttivo e cura di Salvatore Mugno, prefazione di Abderrazak Bannour, postfazione di Aldo Nicosia, Trapani, Di Girolamo Editore, 2008